# Central Line
Central Line je jednou z linek londýnského metra, na mapách je znázorněna červenou barvou. Je to podzemní linka s raženými tunely na ose východ-západ. Linka má celkem 49 stanic a délku 74 km (46 mílí), což z ní dělá nejdelší linku v systému londýnského metra. Jedná se také o jednu ze dvou linek v londýnského metra, která překračuje hranice Velkého Londýna (druhá je linka Metropolitan Line). Do uzavření úseku Epping–Ongar byla konečná stanice Ongar nejvzdálenějším bodem celé sítě. Je to druhá nejvíce využívaná linka v síti (nejvytíženější je linka Northern line). Stejně jako na ostatních hlubinných linkách londýnského metra jezdí i na lince Central Line vlakové soupravy s menším profilem než na linkách podpovrchových (vlaky z hlubinných linek mohou jezdit na tratích linek podpovrchových, nikoliv však naopak).

## Historie
Plány na výstavbu Central London Railway se objevily koncem 19. století. V roce 1891 bylo započato s výstavbou trasy mezi stanicemi Shepherd's Bush a Bank. V roce 1892 bylo schváleno prodloužení trasy do stanice Liverpool Street. Termín dokončení byl dvakrát posunut, nejprve na rok 1894, později na rok 1899. Trasa byla formálně otevřena až 27. června 1900 a zpřístupněna veřejnosti až 30. července 1890. Na trase jezdily elektrické lokomotivy. Původní staniční budovy, z nichž se jich dochovalo jen několik, navrhl architekt Harry Bell Measures.
Dějiny Central Line jsou nesmírně klikaté. První tunely byly vyhloubeny s neobvyklým průměrem 3,56 metru a později se zjistilo, že soupravy, přestože byly menší, se do nich nevešly. Říká se, že konstruktéři při výpočtech zapomněli zahrnout i samotnou výšku kolejnic. Problém se podařilo vyřešit použitím kolejnic s nižším profilem a zkrácením pružin na soupravách. Takto upravené lokomotivy však způsobovaly vážné problémy s vibracemi. Koncem 30. let byly tunely rozšířeny a stanice prodlouženy a ve 40. letech se začalo se standardní elektrifikací. Nastaly však problémy, protože kvůli způsobu, jakým byly tunely rozšířeny, už nebyly kulaté a z těchto důvodů musela mít kladně nabitá kolejnice netradiční tvar a její kontaktní plocha musela být o 40 milimetrů vyšší než je standard. Tato situace přetrvává dodnes.
Část trasy, která se nachází pod londýnskou City, je postavena s ohledem na geografické rozmístění ulic nad ní, takže neprobíhá pod budovami. V důsledku toho se na úsecích mezi Chancery Lane, Bank a Liverpool Street nacházejí ostré zatáčky a tento úsek trasy je náchylný k vykolejení souprav. V stanici Bank je nástupiště tak zakřivené, že z jednoho konce není vidět na druhý. Tradiční hlášení "Mind the gap!" (česky "Pozor na mezeru [mezi vlakem a nástupištěm]!") je tu o to důraznější.
Central London Railway se stala součástí systému londýnského metra v roce 1913. Název Central Line se začal používat až od roku 1937.
V roce 1920 se Central Line za stanicí Wood Lane propojila s trasou Ealing and Shepherd's Bush Railway pod správou Great Western Railway, tím se umožnilo jezdit vlakem Central Line až do Ealingu.
V roce 1935 se v souvislosti s pětiletým programem Nových prací (tzv. New Works Programme) plánovala elektrifikace dvou tras Great Western Railways z West Acton do Ruislipu. Také se plánovalo prodloužení trasy za West Ruislip až do Denhamu, později se však od projektu upustilo, podobně jako od projektu Northern Heights na Northern Line.
V roce 1946 byl otevřen úsek ze stanice Liverpool Street do stanice Stratford. Prázdné vlaky pokračovaly do dočasné točny v Drapers Field nedaleko Leytonu. Stanice na východ od Stratfordu byly pro cestující veřejnost otevřeny v roce 1947. Central Line byla prodloužena do Eppingu v roce 1949. Vlaky British Railways měly přístup na trasu Circle Line spojnicí z Temple Mills East do Leytonu, mezi těmito vlaky byly i soupravy, které obsluhovaly větev Ongar - Epping až do její elektrifikace v roce 1957, a brzké ranní a pozdní večerní vlaky mezi Liverpool Street a Epping.
I po elektrifikaci úseku Ongar - Epping v roce 1957 zůstal provoz na trase omezený vzhledem k omezeným dodávkám elektřiny. Dvou- a později třívagonové soupravy jezdily kyvadlově mezi stanicemi Ongar a Loughton. Předpokládaného počtu pasažérů nebylo nikdy dosaženo, trasa začala být dlouhodobě ztrátová a 30. září 1994 byla definitivně zavřena a odprodána společnosti Pilot Group. Viz též Epping Ongar Railway.

### Mapa

Trasa linky Central line londýnskými městskými obvody a hrabstvím Essex

### Mimořádné události
25. ledna 2003 ve stanici Chancery Lane vykolejil vlak poté, když trakční motor odpadl ze soupravy a spadl na kolejnice. Při nehodě se zranilo 32 cestujících. Bezprostředně po neštěstí byla trasa uzavřena a začalo se se zjišťováním příčin neštěstí a s nezbytnými úpravami na vlakových soupravách. Linka Central Line byla otevřena postupně, první úseky na východním a západním konci se otevřely koncem března téhož roku, zatímco společný úsek linky zůstal zavřený. Provoz na trase byl částečně obnoven 12. dubna, plný provoz na trase byl zahájen až koncem měsíce. Kromě linky Central Line byla uzavřena i linka Waterloo & City Line, na níž jezdí tytéž vlakové soupravy. Protože Waterloo & City Line je mnohem kratší, má jen dvě zastávky, a tím pádem i méně vlakových souprav, byla znovu otevřena dříve.
5. červenec 2007 o 9:00. mezi stanicemi Mile End a Bethnal Green vykolejily tři vozy vlaku, směřujícího na západ. Příčinou nehody byl bal izolační látky, který se uvolnil a spadl na trať. Linka byla znovu otevřena 7. červenec 2007.

## Vozový park
V roce 1900 na trase jezdily elektrické lokomotivy. Jednotlivé vozy měly na každém konci dvířka podobně jako ve vlacích City and South London Railway a Glasgow Subway. Těžké lokomotivy však způsobovaly velké vibrace a v roce 1903 byly vyměněny motorovými vozy, které tahaly již stávající vozy.
Ve 20. letech byly soupravy ze začátku století nedostačující. Protože tunely byly příliš úzké pro standardní soupravy, vedení železnic se rozhodlo stávající soupravy zmodernizovat. Dvířka na koncích vozů byla odstraněna, byla přidána další místa pro pasažéry a do obou bočních stran vozu byly vloženy nové posuvné dveře.
V roce 1939 byly soupravy z let 1900 / 1903 a 1920 konečně staženy z provozu. S rozšířením tunelů, prodloužením nástupišť a úpravou dodávky elektřiny byly na linku přesunuty standardní osmivozové soupravy z Northern Line. Ty jezdily na lince až do 50. let. Od plánů na výměnu souprav za nový model z roku 1960 se upustilo a na linku se dostal až nový model z roku 1962, který byl téměř identický s již odzkoušeným modelem z roku 1959. Tyto soupravy jezdily na lince až do začátku 90. let, kdy je nahradily současné soupravy z roku 1992.
Soupravy jako první v síti začaly hlásit stanice a možné přestupy. Jsou složené z osmi vozů a představují nejdelší soupravy v síti. Od roku 1996 se postupně do souprav montoval automatizovaný systém řízení vlaků (ATO).

## Stanice
Poznámka: Za názvem stanice se nachází datum jejího otevření, případně datum jejího uzavření a také její případný původní název.

### Větev West Ruislip
- Terminus: West Ruislip (West Ruislip (for Ickenham) ); 21. listopad 1948
- Ruislip Gardens; 21. listopad 1948
- South Ruislip; 21. listopad 1948
- Northolt; 21. listopad 1948
- Greenford; 30. červen 1947
- Perivale; 30. červen 1947
- Hanger Lane; 30. červen 1947

### Větev Ealing Broadway
- Terminus: Ealing Broadway; 30. srpen 1920 (přestup na District Line)
- West Acton; 5. listopad 1923

Obě větve se spojují ve stanici North Acton.

### Společný úsek
- North Acton; 5. listopad 1923
- East Acton; 3. srpen 1920
- White City; 23. listopad 1947
- Wood Lane; 14. květen 1908 – 22. listopad 1947
- Shepherd's Bush; 30. červenec 1900
- Holland Park; 30. červenec 1900
- Notting Hill Gate; 30. červenec 1900 (přestup na Circle a District Line)
- Queensway (Queen's Road); 30. červenec 1900
- Lancaster Gate; 30. červenec 1900
- Marble Arch; 30. červenec 1900
- Bond Street; 24. září 1900 (přestup na Jubilee Line)
- Oxford Circus; 30. červenec 1900 (přestup na Bakerloo a Victoria Line)
- Tottenham Court Road (Oxford Street); 22. červen 1907 (přestup na Northern Line (větev Charing Cross))
- British Museum; 30. červenec 1900 – 24. září 1933
- Holborn (Holborn (Kingsway); 25. září 1933 (přestup na Piccadilly Line)
- Chancery Lane (v roce 1934 přejmenována na Chancery Lane (Grays Inn), později byl stanici navrácen její původní název); 30. červenec 1900
- St. Paul's (Post Office); 30. červenec 1900
- Bank; 30. červenec 1900 (přestup na Docklands Light Railway, Waterloo & City a Northern Line (větev Bank) a v stanici Monument na Circle a District Line)
- Liverpool Street; 28. červenec 1912 (přestup na Metropolitan, Circle a Hammersmith & City Line)
- Bethnal Green; 4. prosinec 1946
- Mile End; 4. prosinec 1946 (přestup na District a Hammersmith & City Line)
- Stratford (bezbariérový přístup); 4. prosinec 1946 (přestup na Jubilee Line, London Overground a Docklands Light Railway)
- Leyton; 5. květen 1947
- Leytonstone; 5. květen 1947

Trasa se opět rozdělil na dvě větve.

### Větev Woodford
- Wanstead; 14. prosinec 1947
- Redbridge; 14. prosinec 1947
- Gants Hill; 14. prosinec 1947
- Newbury Park; 14. prosinec 1947
- Barkingside; 31. květen 1948
- Fairlop; 31. květen 1948
- Hainault; 31. květen 1948
- Grange Hill; 21. listopad 1948
- Chigwell; 21. listopad 1948
- Roding Valley; 21. listopad 1948
- Terminus: Woodford (bezbariérový přístup); 14. prosinec 1947

### Větev Epping
- Snaresbrook; 14. prosinec 1947
- South Woodford (South Woodford (George Lane) ); 14. prosinec 1947
- Woodford (bezbariérový přístup); 14. prosinec 1947
- Buckhurst Hill; 21. listopad 1948
- Loughton; 21. listopad 1948
- Debden; 25. září 1949
- Theydon Bois; 25. září 1949
- Terminus: Epping (bezbariérový přístup); 25. září 1949
- North Weald; 25. září 1949 – 30. září 1994
- Blake Hall; 25. září 1949 – 31. říjen 1981
- Ongar; 25. září 1949 – 30. září 1994

## Budoucnost
Projektanti průmyslového parku First Central ve čtvrti Park Royal v západním Londýně plánovali vybudování nové stanice mezi stávajícími North Acton a Hanger Lane, která by obsloužila zmíněný park a také by vytvořila přestup na Piccadilly Line ve stanici Park Royal. Momentálně se však o této možnosti neuvažuje.
Pokud bude postavena trasa Chelsea - Hackney (nyní: Crossrail 2), tak se uvažuje o tom, že převezme větev do Eppingu. Pokud bude stavba železničního spojení Crossrail 2 schválena, předpokládá se zahájení stavebních prací kolem roku 2023 a otevření nové linky na počátku 30. let.
Je možné, že se vybuduje stanice při Shoreditch High Street, kde by se vytvořil přestup na síť London Overground. V současnosti by však nevýhody stavby převyšovaly nad výhodami spojení.
11. května 2008 byla vládě předložena petice za prodloužení Central Line na její původní konečnou do Ongaru.

## Galerie

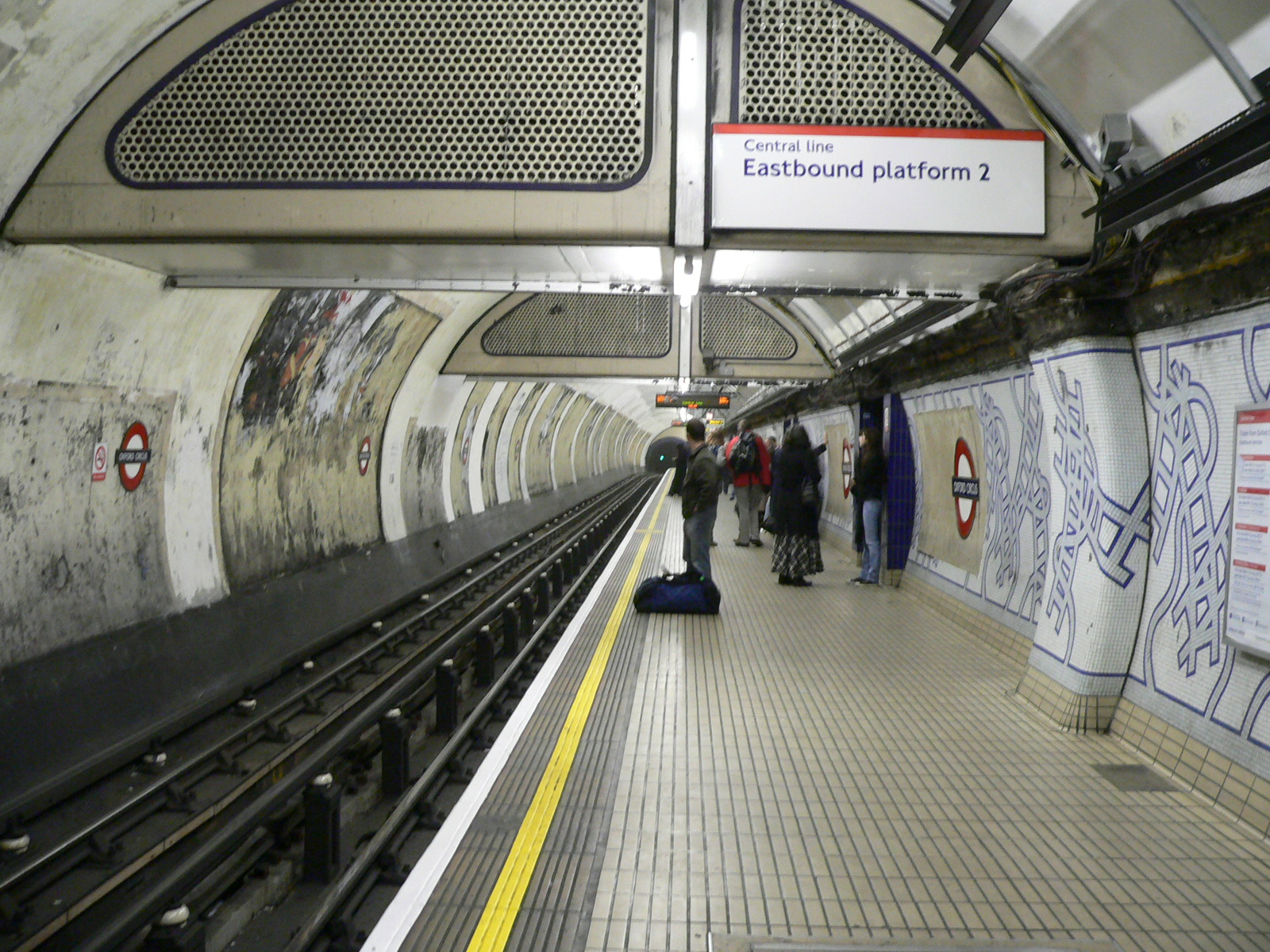
Nástupiště linky Central Line na stanici Oxford Circus
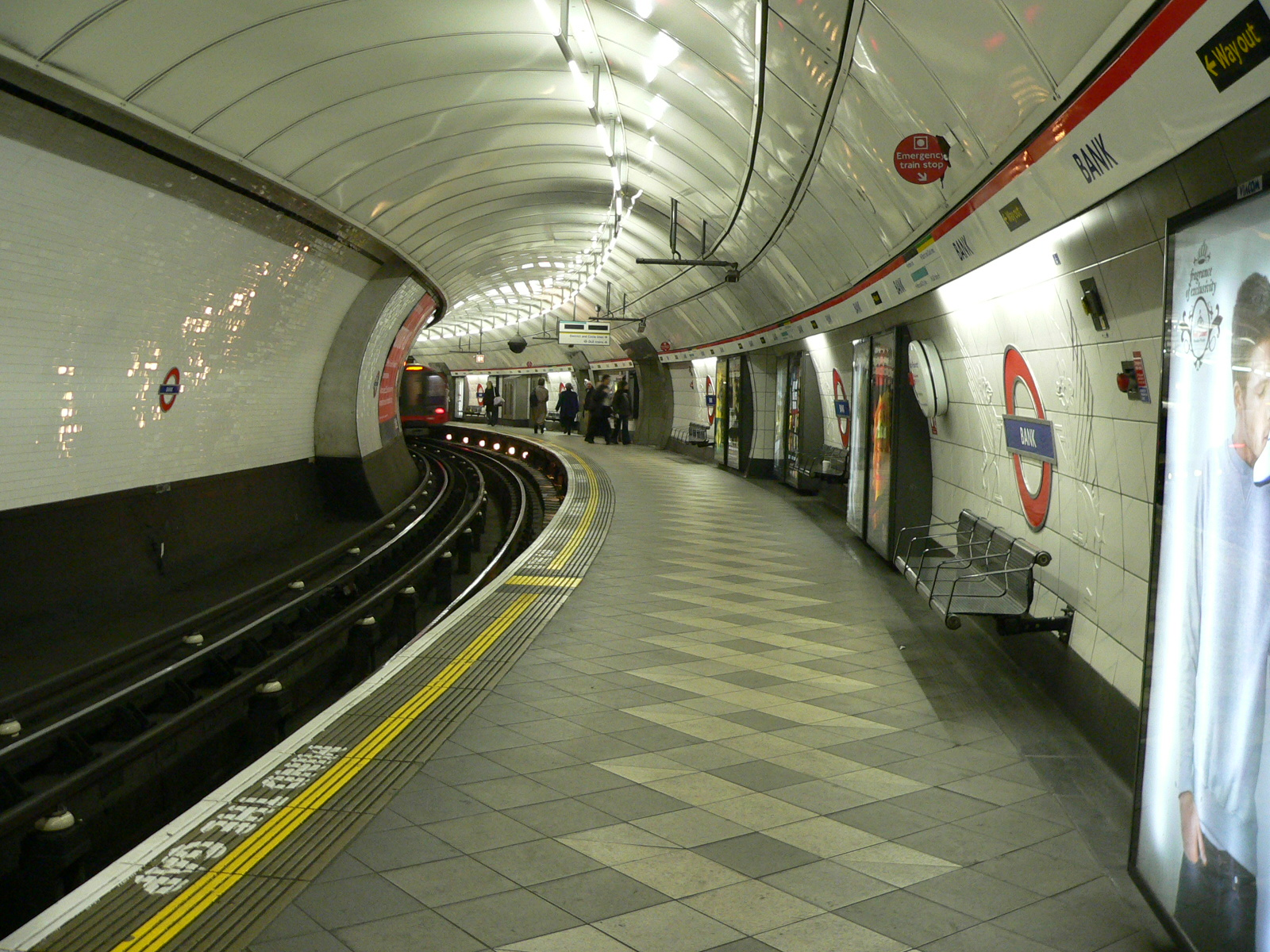
Výrazné zakřivení nástupiště ve stanici Bank
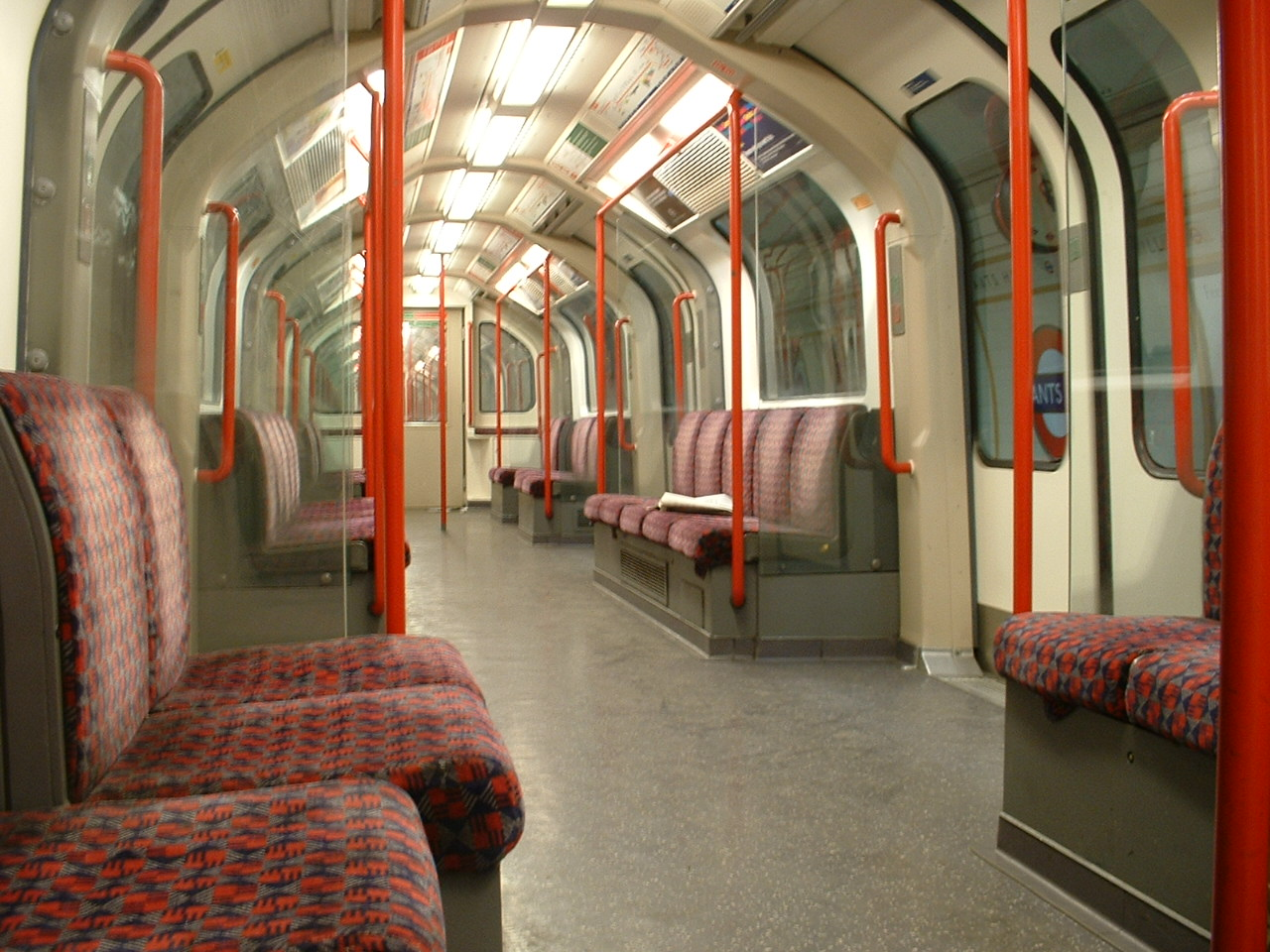
Interiér vozů linky Central Line z roku 1992
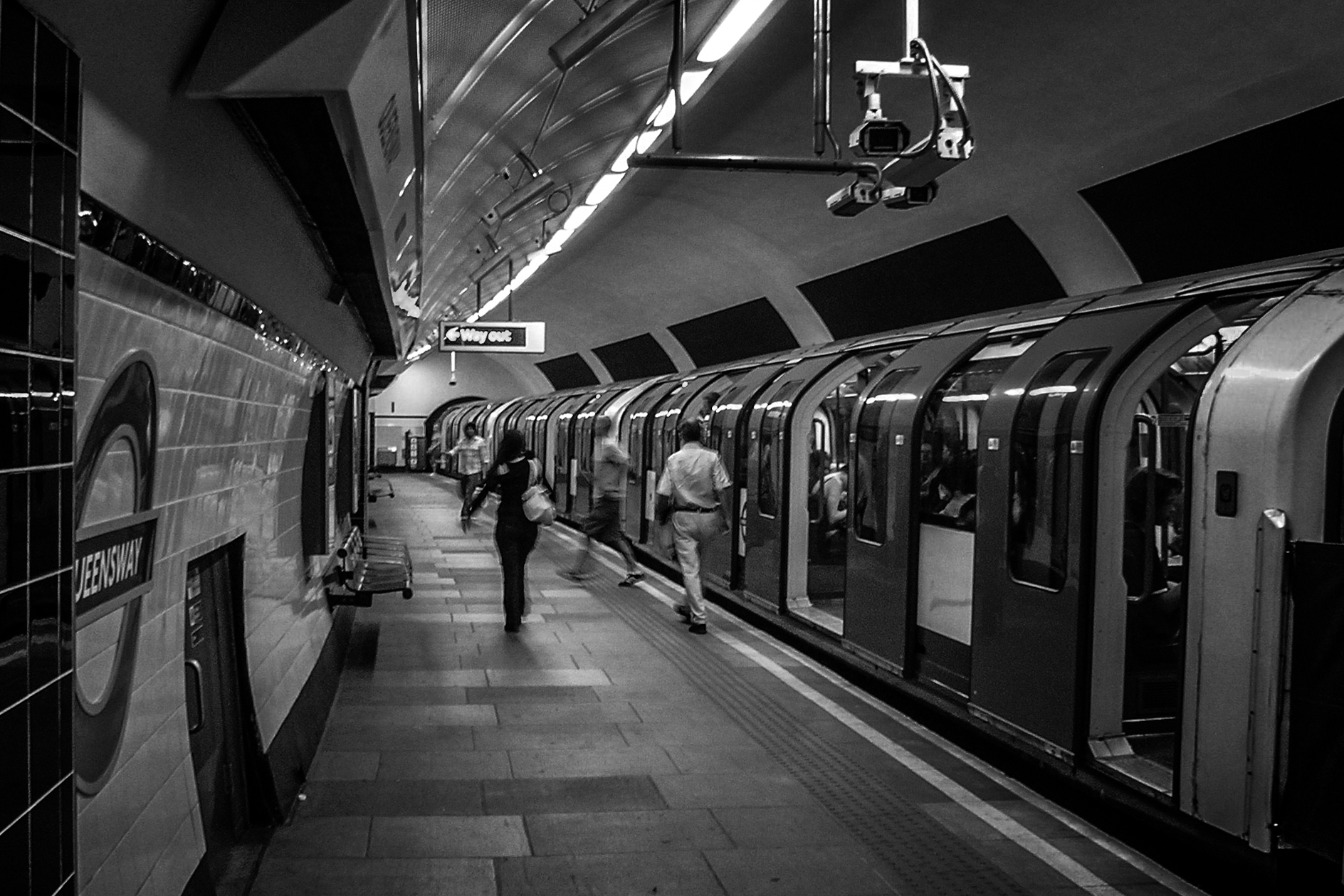
Nástupiště stanice Queensway
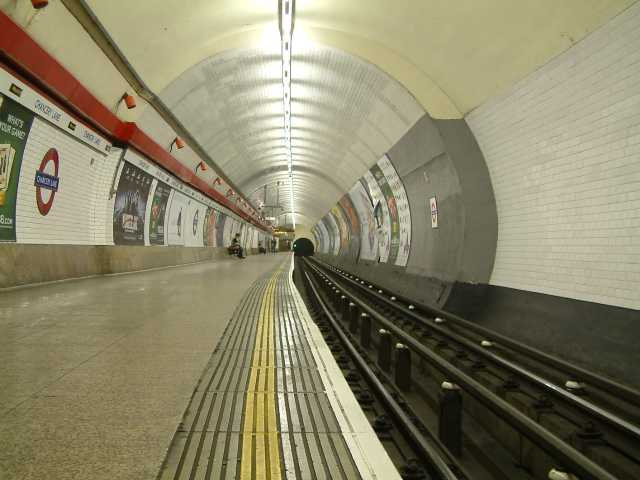
Nástupiště stanice Chancery Lane
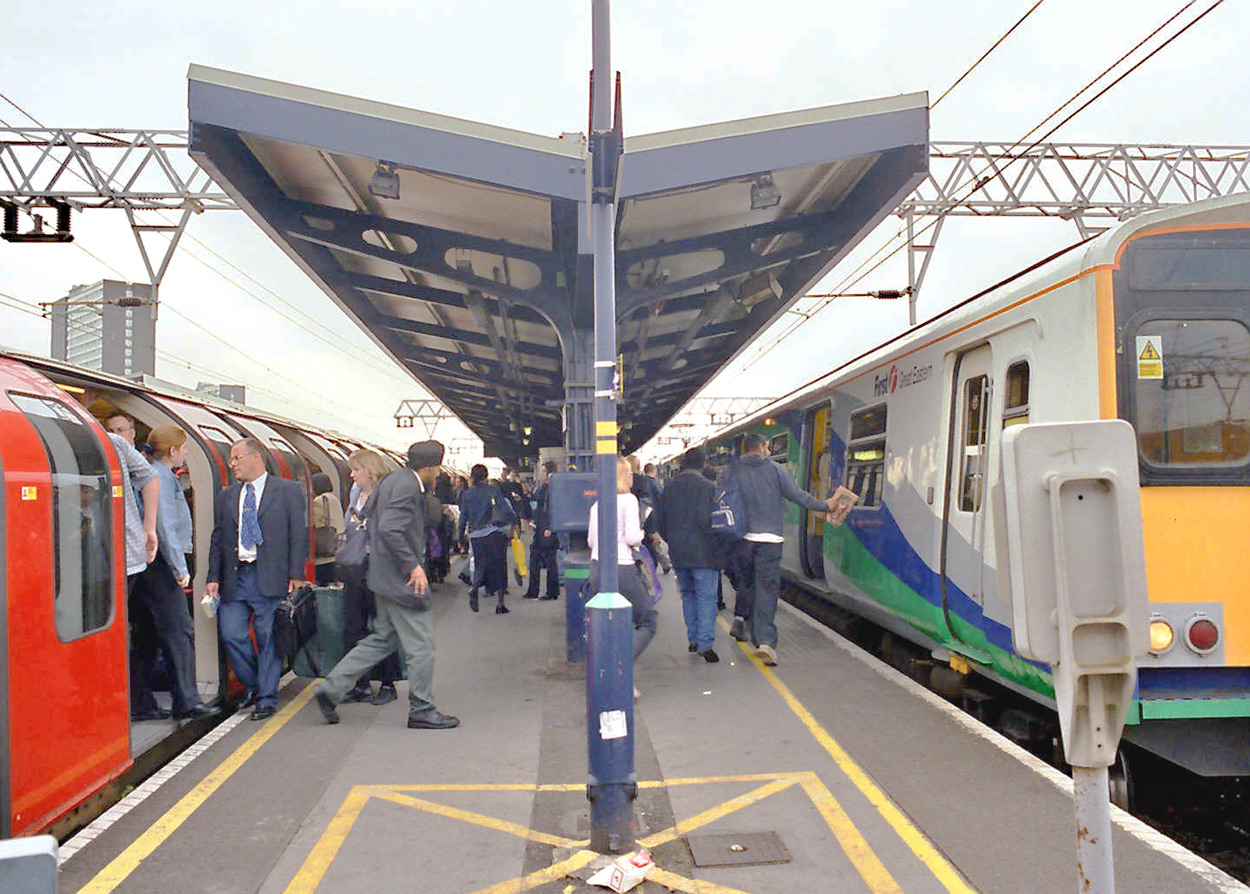
Přímý přestup mezi vlaky linky Central Line a standardní železnice ve stanici Stratford
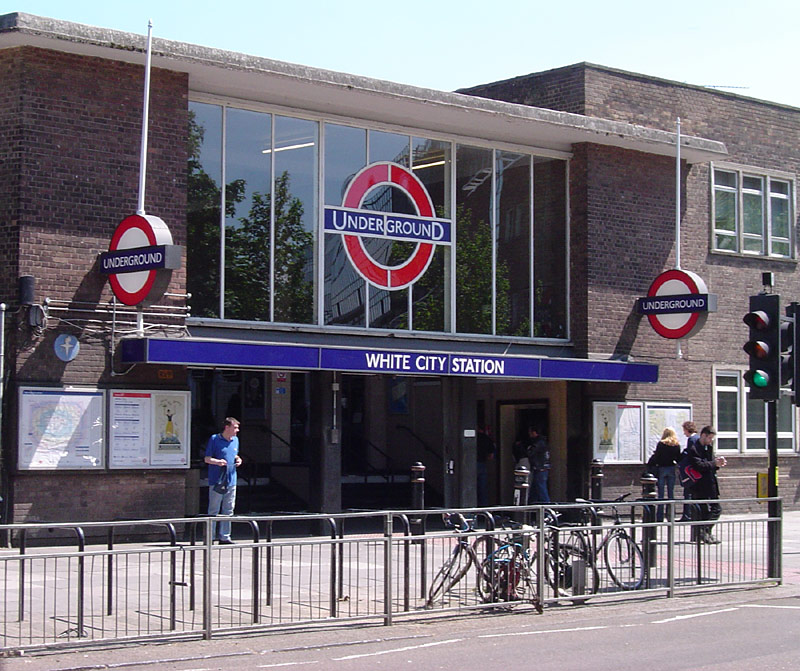
Stanice White City
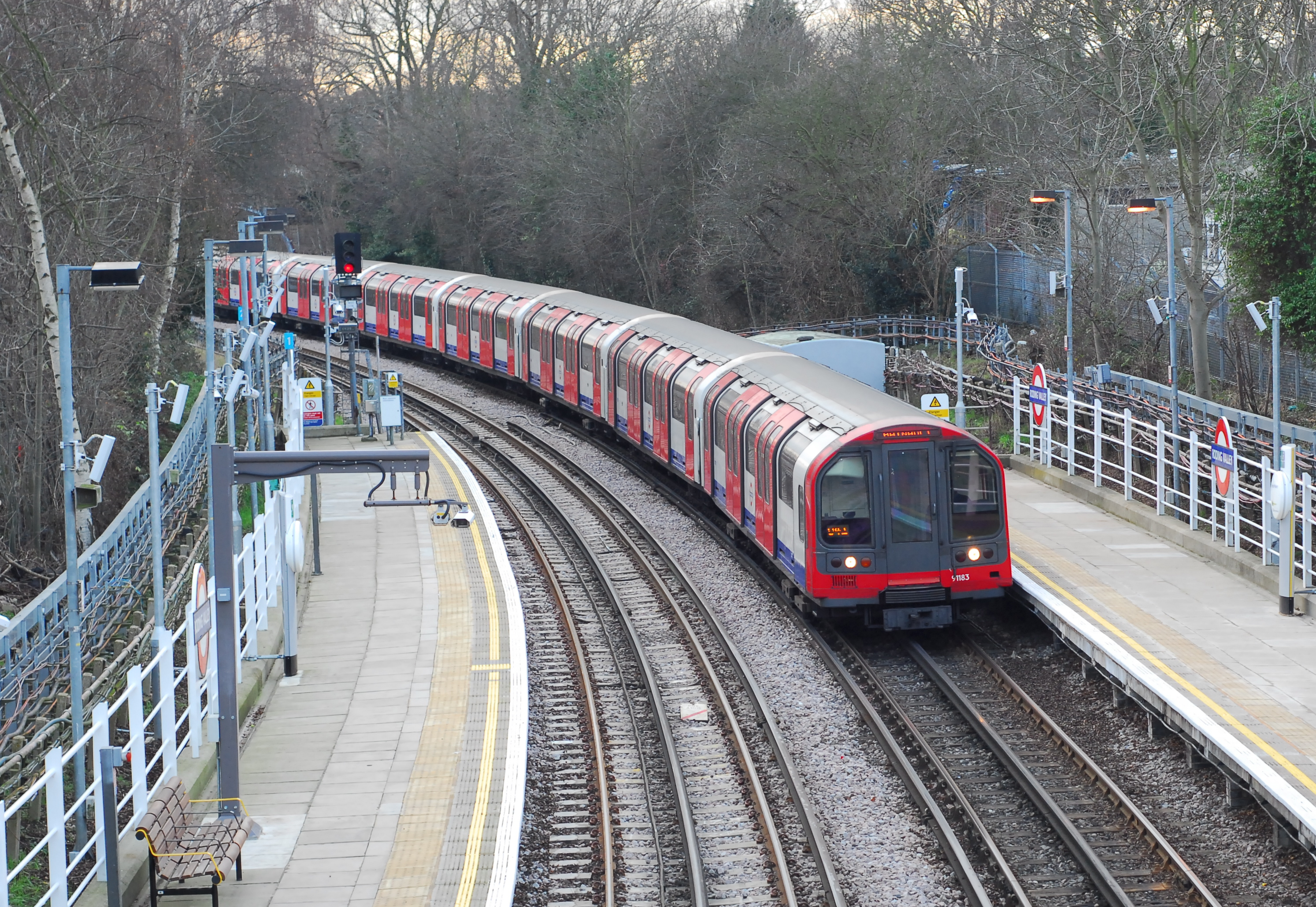
Vlak linky Central Line vjíždějící do stanice Roding Valley